# Žabjek v Podbočju
Žabjek v Podbočju – wieś w Słowenii, w gminie Krško. W 2018 roku liczyła 50 mieszkańców.